# Беккер, Хайнц
Хайнц Райнхард Беккер (нем. Heinz Reinhard Becker, 26 августа 1915, Берлин — 11 ноября 1991, Даллас, Техас) — американский бейсболист немецкого происхождения, выступавший на позиции игрока первой базы. Единственный уроженец Германии, игравший в Главной лиге бейсбола во время Второй мировой войны. 

## Биография

### Ранние годы
Хайнц Беккер родился 26 августа 1915 года в Берлине. Он был четвёртым сыном в семье пивовара Райнхарда Беккера и его супруги Аманды. После окончания Первой мировой войны страна находилась в кризисе и в 1921 году семья переехала в Венесуэлу. Там Райнхард Беккер приобрёл ранчо и разводил крупный рогатый скот, но спустя три года обанкротился. Незадолго до принятия Акта об иммиграции 1924 года они приехали в США. В 1925 году Беккеры поселились в Далласе.
Во время учёбы в школе Хайнц увлёкся бейсболом. Он также занимался боксом и фигурным катанием, играл в роке и баскетбол. После отмены Сухого закона в 1933 году он начал работать на пивоварне у отца, играя за полупрофессиональную команду, которую спонсировало предприятие. В 1937 году Беккер привлёк внимание скаутов «Чикаго Уайт Сокс». Клуб подписал с ним контракт и с начала сезона 1938 года Хайнц начал играть в составе команды «Рейни Райс Бердс» из Луизианы. В августе комиссар Главной лиги бейсбола Кенисо Лэндис объявил о том, что контракт «Уайт Сокс» с Беккером был оформлен с ошибкой и игрок получит статус свободного агента. Последнюю неделю чемпионата Хайнц доиграл за «Оклахому-Сити Индианс.
В межсезонье права на Беккера были выкуплены президентом клуба Техасской лиги «Даллас Ребелс» Джорджем Шеппсом. Сезоны 1939 и 1940 годов он провёл в Лиге восточного Техаса, показав хорошую игру на бите. Попав в основной состав «Ребелс» в 1941 году, Хайнц провёл хороший сезон. Он стал вторым отбивающим Лиги с показателем 31,9 % и вместе с командой выиграл плей-офф. После этого Беккер стал известен на национальном уровне. После окончания чемпионата его контракт был выкуплен владельцем клуба Американской ассоциации «Милуоки Брюэрс» Биллом Веком.
Чемпионат 1942 года сложился для Хайнца неудачно. Ему приходилось часто уезжать из Техаса, оставляя дома супругу Хетти Ли и двух дочерей. В первой части сезона его мучили боли в плече, мешавшие отбивать в полную силу. Затем начались проблемы с ногами. Позднее Беккер вспоминал, что доиграл сезон в составе «Брюэрс» только по настоянию жены. Вторую часть чемпионата он провёл лучше всех в лиге, а команда в последний игровой день уступила первое место. Вскоре после окончания сезона контракт Хайнца был выкуплен клубом Главной лиги бейсбола «Чикаго Кабс».

### Главная лига бейсбола
Позиция игрока первой базы была проблемной для «Кабс». В 1942 году на ней играл ветеран Джимми Фокс, слабо проведший сезон. Весной 1943 года на тренировочных сборах Беккер выиграл конкуренцию у Фила Каварретты, Эда Вайткуса и Рипа Расселла. В апреле Хайнц дебютировал в чемпионате МЛБ, но в первых пятнадцати играх его показатель отбивания составлял всего 15,5 %. К июню он стал ещё хуже и Беккера отправили играть в «Милуоки». Поле стадиона «Борчерт Филд» лучше подходило для его стиля игры. Проведя в составе «Брюэрс» 101 игру, он отбивал с показателем 32,6 %, став лучшим атакующим игроком команды.
Весной 1944 года Хайнц провёл сборы вместе с «Кабс», но сезон полностью провёл в «Милуоки» под руководством нового тренера Кейси Стенгела. Нападение «Брюэрс» было сильнейшим в лиге и команда в третий раз подряд стала победителем регулярного чемпионата. В 1945 году «Чикаго» возглавил хорошо знавший Беккера Чарли Гримм. При нём Хайнц вернулся в основной состав клуба. К этому моменту он страдал от сильных болей в ногах, вызванных бурситом. Перед матчем ему тейпировали ступни и лодыжки. Беккер с трудом передвигался по полю, часто падал, пытаясь отбить мяч. В июне он неплохо провёл десять матчей в стартовом составе, но затем был вызван в Даллас на военные сборы. Во время отсутствия место на первой базе занял Каварретта. Ещё восемнадцать матчей Хайнц сыграл в августе и сентябре. Он постоянно был в центре внимания журналистов, так как являлся единственным уроженцем Германии, игравшим во время войны в Главной лиге бейсбола. В конце сезона боли усилились и Беккер играл мало, но принял участие в трёх играх Мировой серии.
После завершения сезона Хайнц перенёс операцию на ногах. Ему удалили часть костей стопы, что позволило продолжить спортивную карьеру, хотя и снизило подвижность игрока. Спустя пять месяцев он приступил к тренировкам, но не мог одеть обувь и выходил на поле в толстых носках. В тот же период Беккеру диагностировали дальтонизм. С началом сезона он понял, что не сможет играть на привычной позиции и попросил руководство «Кабс» продать его или расторгнуть контракт. В клубе пошли навстречу игроку и в мае Хайнц перешёл в «Нэшвилл Волантирс», игравший в Южной ассоциации.
Беккер провёл за «Нэшвилл» 51 игру, отбивая с показателем 37,9 %. В июле его выкупили «Кливленд Индианс», владельцем которых стал Билл Век, считавший что стиль игры Хайнца идеально подойдёт для домашнего стадиона команды. В качестве компенсации «Кабс» получили Микки Рокко. В дебютной игре за «Кливленд» Беккер выбил два дабла. В конце августа он получил травму, успев сыграть за клуб в пятидесяти матчах. Весной 1947 года «Индианс» отчислили его из-за проблем с подвижностью, а также посчитав что клуб располагает игроками, способными закрыть первую базу.
Через два дня после расторжения контракта, Беккер подписал соглашение с «Бостон Брэйвз». Руководство клуба сразу же отправило Хайнца в фарм-клуб, которым оказались «Брюэрс». Он пользовался популярностью в Милуоки, где образовалась большая немецкая община. На привычном стадионе Беккер отбивал с показателем 36,3 %, став лучшим игроком Американской ассоциации. В плей-офф он выбил трёхочковый хоум-ран, принёсший клубу победу над «Луисвилл Колонелс» и первый чемпионский титул с 1936 года. В «Милуоки» Хайнц провёл сезон 1948 года, а после его окончания перешёл в «Сиэтл Рейнирс».
За «Сиэтл» в 1949 году Беккер сыграл в 155 матчах, лучший результат в его карьере, выбив 16 хоум-ранов. Затем в команде сменился тренер и контракт с ним был расторгнут. Хайнц вернулся в Техас, решив что карьера закончена, но Чарли Гримм, в то время возглавлявший «Даллас Иглз», пригласил его провести ещё один сезон. Он принял участие в 92 играх, а в конце 1950 года объявил о завершении карьеры. В 1953 году Хайнц предпринял попытку возобновить карьеру в составе «Корпус-Кристи Эйсиз», но получил серьёзную травму плеча, когда пытался поймать упавшего с трибуны мальчика.

### После бейсбола
В декабре 1953 года Беккеру было предъявлено обвинение в убийстве. Газеты сообщали, что во время ссоры возле бара в Далласе он ударил некоего Сандерса, который упал и получил перелом черепа. Обвинения были сняты в марте следующего года.
До конца своей жизни Хайнц оставался преданным болельщиком бейсбола. Он регулярно принимал участие в играх ветеранов в Далласе и Милуоки. В одном из таких матчей, в 1960 году, он снова травмировал плечо.
Скончался Хайнц Райнхард Беккер 11 ноября 1991 года в Далласе. Он похоронен на кладбище Рестленд Мемориал Гарденс.